# Liste d'accidents et d'incidents aériens impliquant un Lockheed C-130 Hercules
Le tableau ci-dessous présente certains des accidents ou incidents graves dans lesquels a été impliqué le Lockheed C-130 Hercules. 
Le bilan en vies humaines est indiqué de la façon suivante : nombre total de tués / nombre total d'occupants + tués au sol.
| Date       | Modèle    | Identité | Opérateur                                        | Bilan                                           | Lieu                                        | Circonstances |
| ---------- | --------- | -------- | ------------------------------------------------ | ----------------------------------------------- | ------------------------------------------- | --- |
| 17/08/1988 |           |          | armée de l'air pakistanaise                      | 30/30                                           | Bahawalpur, Pakistan                        | L'appareil s'est écrasé peu après son décollage de Bahawalpur. Parmi les victimes se trouvait le président pakistanais Muhammad Zia-ul-Haq. |
| 05/10/1991 |           |          |                                                  | 135                                             |                                             | |
| 26/09/1992 |           |          |                                                  | 158                                             |                                             | |
| 06/12/2005 |           |          | armée de l'air iranienne                         | 94/94 + 22                                      | Téhéran, Iran                               | L'avion transportait 84 passagers, dont 68 journalistes, à Bandar Abbas dans le sud de l'Iran, pour y couvrir des manœuvres militaires dans la région |
| 20/05/2009 |           | A-       | armée de l'air indonésienne                      | 97/112 + 2                                      | Java oriental, Indonésie                    | Le vol transportait des militaires et leur famille de la base aérienne Halim Perdanakusuma de Jakarta à celle d'Iswahyudi à Java oriental |
| 26/07/2011 |           | CNA-OQ   | Forces aériennes royales (Maroc)                 | 80/80                                           | Guelmim, Maroc                              | Le vol transportait des militaires et leur famille de l'aéroport de Dakhla à l'extrême Sud marocain à la base aérienne de Kénitra qui se situe à une cinquantaine de kilomètres de la capitale Rabat. L'appareil avait effectué une escale à Laayoune avant de continuer vers Guelmim où l'avion allait atterrir lorsqu'il a heurté la montagne Tayert à 10 km de la ville à cause d'un épais brouillard. Cette catastrophe est la plus meurtrière de l'histoire de l'aviation militaire marocaine.                           |
| 11/02/2014 |           | 7T-WHM   | Armée de l'air algérienne                        | 76/77                                           | Oum El Bouaghi, Algérie                     | Le vol transportait des militaires et des familles de militaires (103 morts, 99 passagers et 4 membres d'équipage, un survivant) de l'aéroport de Tamanrasset à 2000 kilomètres au sud d'Alger à l'Aéroport de Constantine - Mohamed Boudiaf qui se situe à quatre cent vingt kilomètres à l'est de la capitale Alger. L'accident serait dû aux mauvaises conditions climatiques, notamment aux fortes rafales de vent. Le crash se serait produit au moment de l'approche de la piste d'atterrissage.                        |
| 30/06/2015 | C-130B    | A-1310   | Force aérienne de l'armée nationale indonésienne | 113/113 + 20                                    | Île de Sumatra, Indonésie                   | L'avion, transportant des militaires et leur famille,s’est écrasé peu après son décollage dans une zone résidentielle de Medan, ville du nord de l’île de Sumatra |
| 29/04/2018 | C-130H-30 | N118TG   | Armée de l'air Libyenne                          | 3/4                                             | À 2 km du champ pétrolier Sharara, en Libye | L'avion, un appareil de l'armée de l'air Libyenne, s’est écrasé peu après avoir décollé de l'aérodrome près de Tripoli (Libye), le dimanche 29 avril 2018 à 12:25. Il n'y aurait qu'un seul survivant parmi les 4 membres d’équipage. La catastrophe a eu lieu en plein désert, à 2 kilomètres du champ de pétrole du Sharara. L'avion avait été affrété par Akakus Oil et avait livré 18 tonnes de matériel de restauration et d'entretien. La NOC (National Oil Corporation) confirme l'heure et la date du crash à 16:33,. |
| 04/07/2021 | C-130H    | 5125     | Force aérienne philippine                        | 52 morts dont 3 au sol 51 blessés dont 4 au sol | Patikul, près de l'aéroport de Jolo (en)    | L'accident d'un C-130 de l'armée de l'air philippine de 2021 est survenu le 4 juillet 2021 lorsqu'un avion Lockheed C-130 Hercules de la Philippine Air Force (PAF) s'est écrasé après une tentative d'atterrissage à l'aéroport de Jolo (en) à Sulu, aux Philippines. |